# Brink (Baarn)
De Brink is een plein in het centrum van de Nederlandse plaats Baarn. Ook is aan de Brink de Pauluskerk gevestigd. De bijhorende pastorie in 1968 afgebroken om plaats te maken voor een parkeerterrein en bloemenkiosk. De Brink is aan de noordelijke gebogen zijde bebouwd met oudere panden uit de negentiende eeuw en winkels uit de twintigste eeuw. De westzijde bestaat uit het oude deel van het gemeentehuis en een witstenen gebouwencomplex waarin horeca, winkels en een bank zijn ondergebracht. Langs het plein loopt de Bosstraat die bij het Schoutenhuis over gaat in de Eemnesserweg. Op de Brink komen de Hoofdstraat, de Brinkstraat en de Laanstraat uit.

## Centraal punt
Sinds de Middeleeuwen is de Brink het centrale punt van Baarn. Ooit stond het rechthuis op het plein. Van daaruit werd het dorp bestuurd en werd er recht gesproken. Het Schoutenhuis is het oudste huis dat op de Brink staat. Er zijn drie toonaangevende objecten op het plein: de muziektent, de Wilhelminabank (die herinnert aan het 25-jarig jubileumjaar van Koningin Wilhelmina in 1923) en het Bronzen Paard (1983) van beeldhouwer Pieter d'Hont. Het laatste beeld is het symbool voor de drinkbak waar de paarden in vroegere tijden uit dronken.

### Activiteiten
Elke dinsdag wordt er een markt gehouden, in mei is de geraniummarkt. Bij de Dodenherdenking is het plein de verzamelplaats voor de stille tocht naar het Bevrijdingsmonument aan het Stationsplein. 
Vanwege de ligging wordt de Brink ook gebruikt bij jaarlijkse evenementen als Muziek op de Brink en het Cultureel Festival. Het plein is verder het decor bij activiteiten van Vorstelijk Baarn:
- Het Grootste Staatsbezoek aller Tijden: een defilé van Europese vorstinnen uit de historie op weg naar Paleis Soestdijk. Daarbij werd op de Brink een gekostumeerde modeshow gehouden
- Traditioneel Gerij: een defilé van rijtuigen om het Nederlands Kampioenschap Traditioneel Gerij.

## Renovatie
Op 8 februari 2007 werd door de Baarnse gemeenteraad een besluit tot renovatie genomen. Het doel was om (winkel)publiek van buiten Baarn aan te trekken. In 2008 is de Brink gerenoveerd. Men was bang dat de zakelijke ondernemers anders een voor een geen bestaansrecht meer hadden. En dat er daardoor meer appartementen gebouwd zouden worden en de karakteristieke pandjes van de Brink er niet meer zouden zijn. Zo zou dan de dorpssfeer verloren gaan. Een van de aanpassingen was het plaatsen van zwarte stenen bollen die de afscheiding vormen met de weg. Om de Brinkstraat meer als verlengde van de Laanstraat te betrekken werden middels het leggen van  suggestietegels in de betrating de beide winkelstraten visueel met elkaar verbonden.

## Afbeeldingen

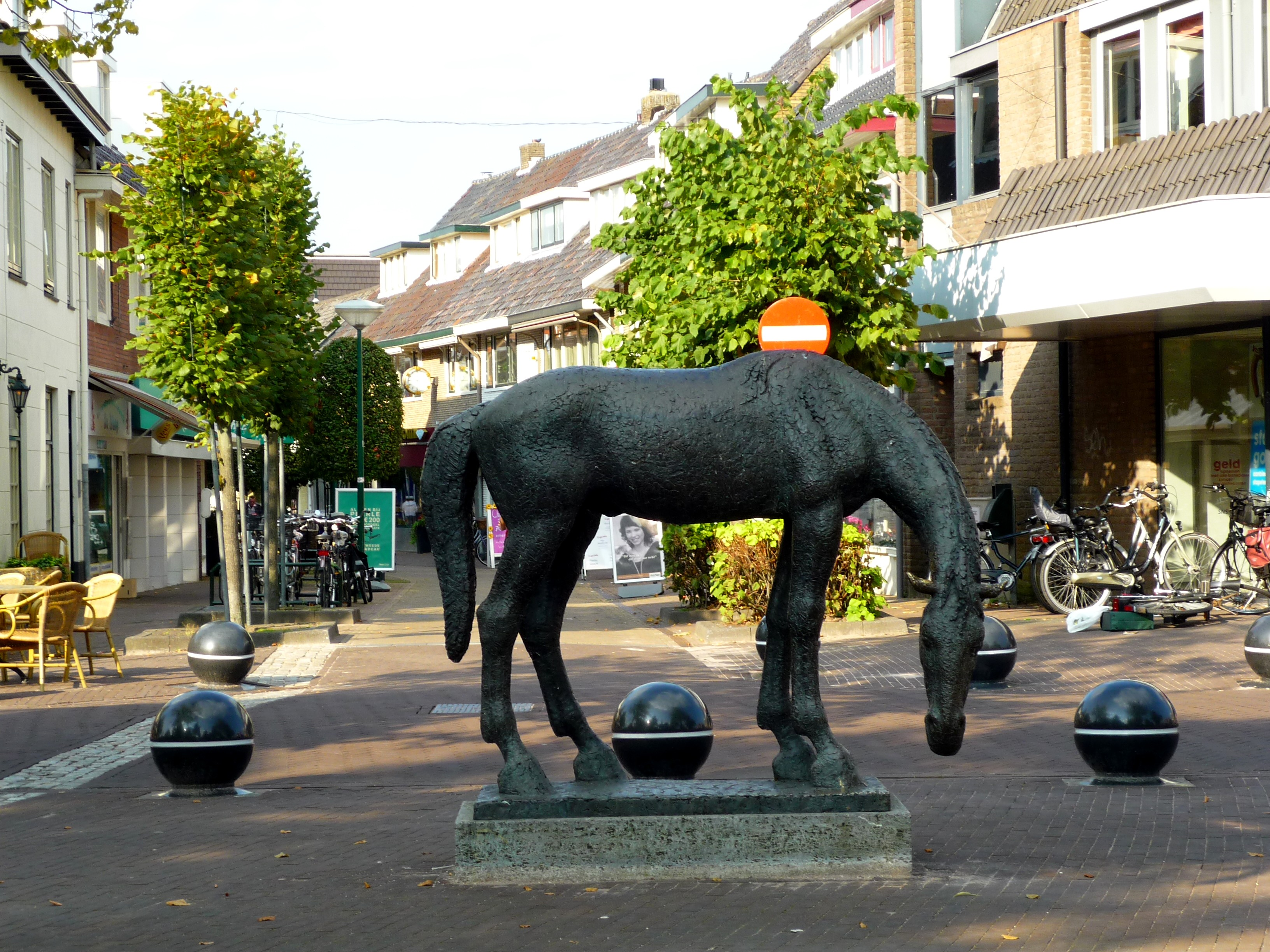
Het Drinkend Paard (Pieter d'Hont) (2008)
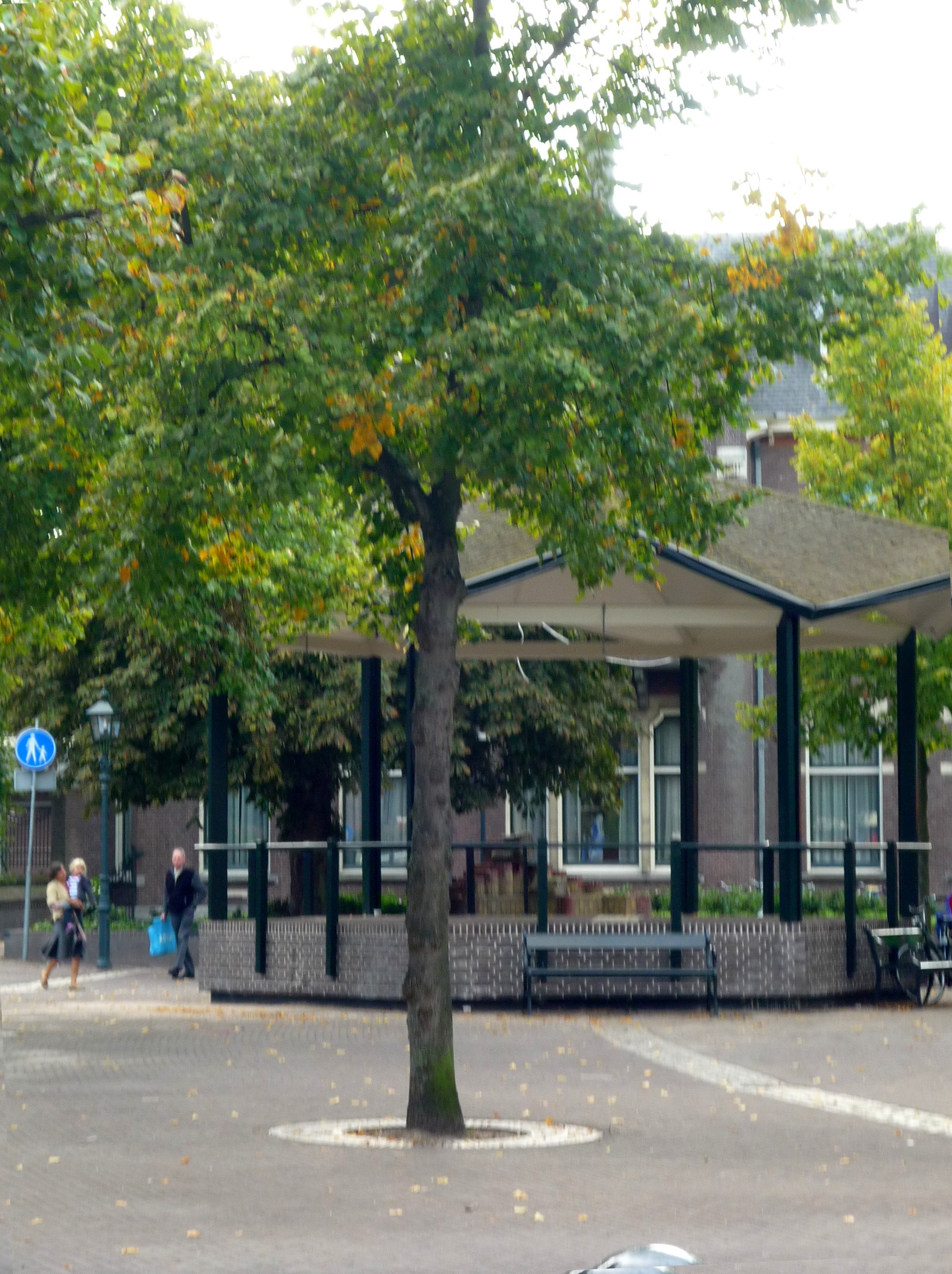
De muziektent(2008)
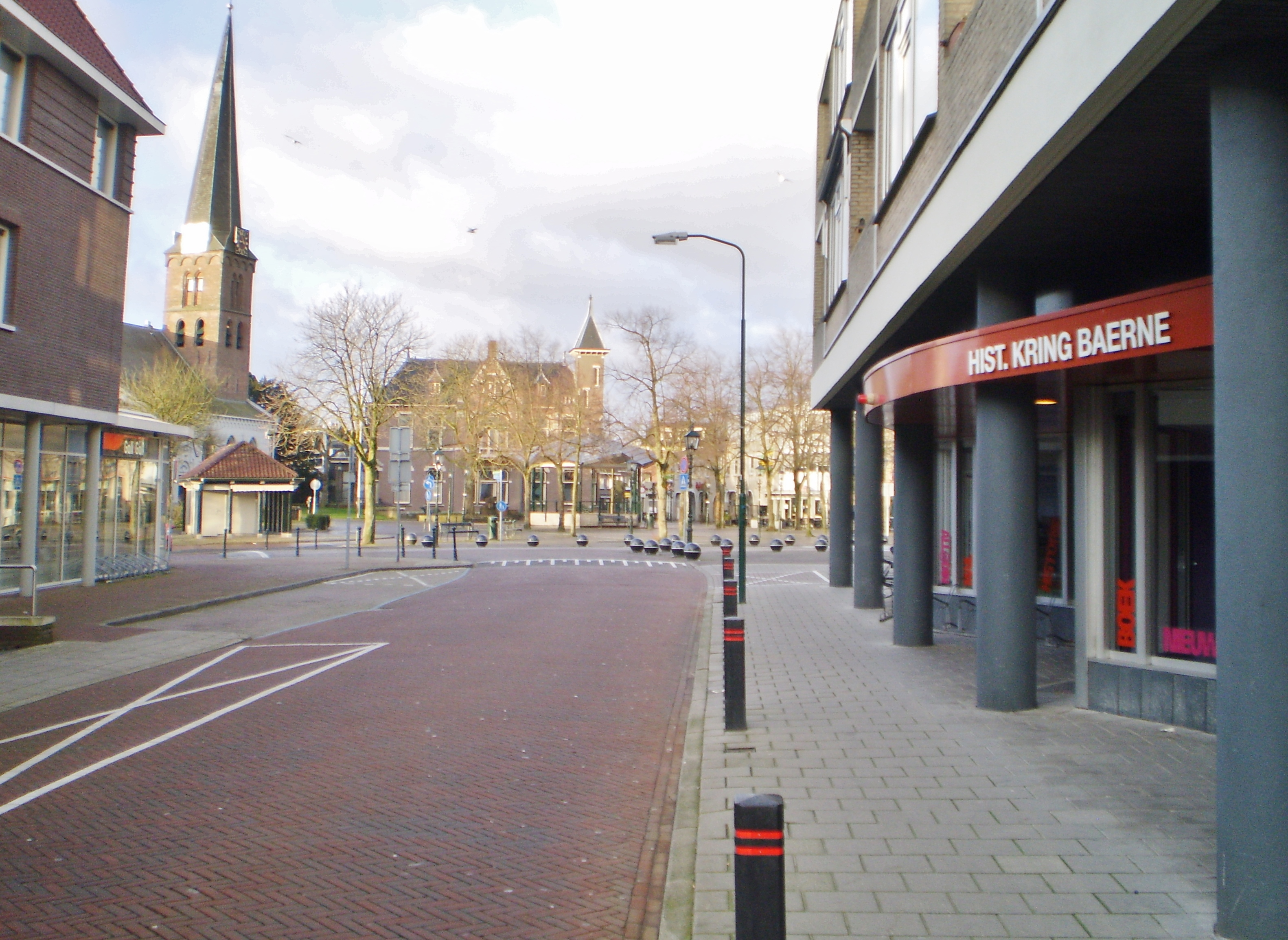
Vanuit de Hoofdstraat
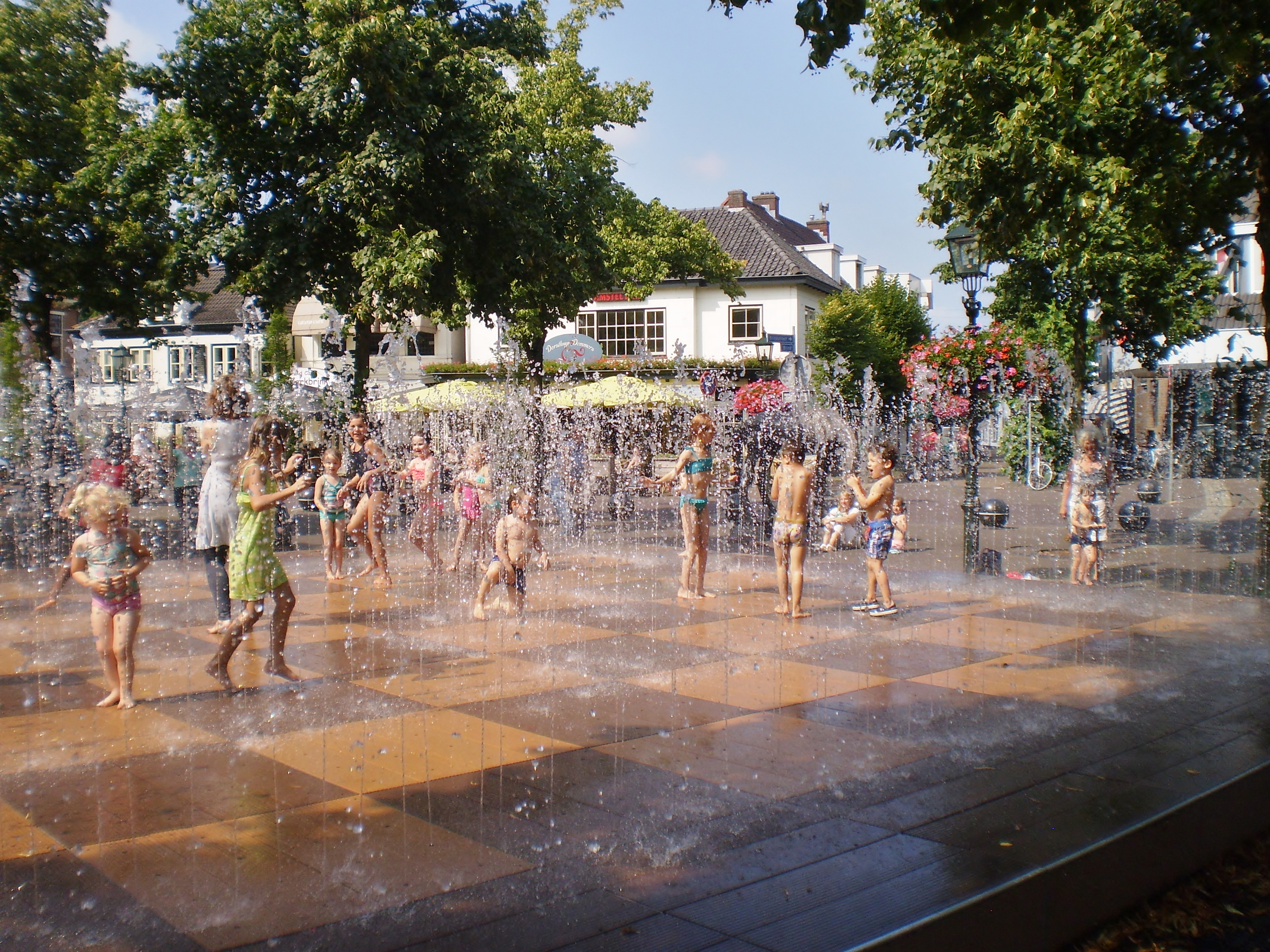
PlayFountain